# 坊城俊任
坊城俊任（ぼうじょう としとう、建武3年（1336年） - 没年不明）は、南北朝時代の公卿。法名は祐高。

## 官歴
- 時期不明：正五位下
- 応安元年（1368年）：蔵人
- 応安2年（1369年）：兵部大輔
- 応安3年（1370年）：権右少弁
- 応安4年（1371年）：正五位上
- 永和元年（1375年）：左少弁
- 永和3年（1377年）：右中弁、従四位下
- 永和4年（1378年）：正四位下、右大弁、蔵人頭
- 永和5年（1379年）：正四位上
- 康暦元年（1379年）：参議
- 康暦2年（1380年）：左大弁
- 永徳元年（1381年）：従三位
- 永徳2年（1382年）：正三位
- 永徳3年（1383年）：権中納言
- 至徳元年（1384年）：従二位
- 応永2年（1395年）：正二位、権大納言
- 応永14年（1407年）：従一位、出家のため致仕

## 系譜
- 父：坊城俊冬
- 子：坊城俊継
- 子：坊城俊長